# Пелли (река)
Пелли (англ. Pelly River) — река в Канаде, правый приток реки Юкон.

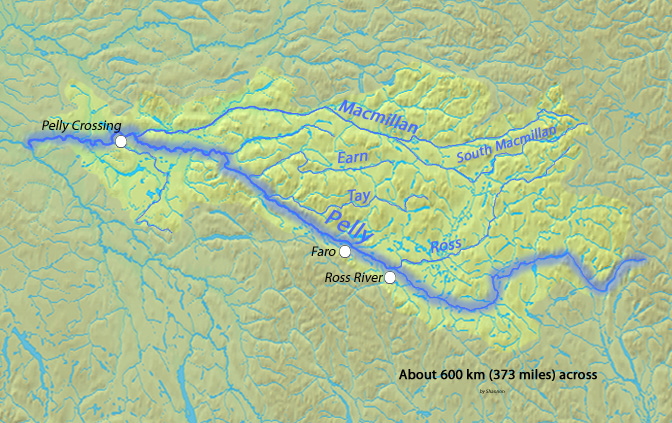
Карта бассейна реки Пелли

Длина реки составляет 608 км, из них более чем на 320 км судоходна для небольших судов. Площадь водосборного бассейна — 49000 км². Река берёт своё начало в горах Селуин на юго-восточной границе территории Юкон. Главные притоки — реки Росс и Макмиллан.
Средний расход воды — 700 м³/с. Высота устья — 458 м над уровнем моря. Высота истока — 1465 м над уровнем моря.
В 1840 году, Робертом Кэмпбеллом река была названа в честь сэра Джона Генри Пелли, губернатора Компании Гудзонова залива.